# BOØWY Tribute
『BOØWY Tribute』（ボウイ・トリビュート）は、2003年12月24日にリリースされたオムニバスのトリビュート・アルバム。
発売元は東芝EMIではなくフォーライフミュージックエンタテイメント (FLME) になっている。これは、BOØWYがかつてFLMEと関係の深いユイミュージック (旧:ユイ音楽工房) に所属していたからだと思われる。

## 解説
1988年に解散した日本のロックバンドであるBOØWYの楽曲を様々なミュージシャンがカバーしている。
このアルバムには著名なミュージシャンが参加しているが、インディーズ系のミュージシャンが参加した『BOØWY Respect』も同時発売されている。

## リリース履歴
| No. | 日付           | レーベル     | 規格 | 規格品番 | 最高順位 | 備考             |
| --- | -------------- | ------------ | ---- | -------- | -------- | ---------------- |
| 1   | 2003年12月24日 | フォーライフ | CCCD | FLCF3993 | 25位     |                  |
| 2   | 2007年12月24日 | フォーライフ | CD   | FLCF4210 | -        | 紙ジャケット仕様 |

## 収録曲
| #         | タイトル                                                               | 作詞                       | 作曲      | 編曲                        | 時間  |
| --------- | ---------------------------------------------------------------------- | -------------------------- | --------- | --------------------------- | ----- |
| 1.        | 「PROLOGUE」(中西俊博)                                                 |                            | 布袋寅泰  | 中西俊博                    | 4:20  |
| 2.        | 「INSTANT LOVE」(DJ HASEBE)                                            | 氷室京介                   | 布袋寅泰  | DJ HASEBE                   | 3:35  |
| 3.        | 「FUNNY-BOY」(アン・ルイス)                                            | 氷室京介・松井恒松・高橋信 | 氷室京介  | フランク・サイムス          | 4:13  |
| 4.        | 「DREAMIN'」(Vo松岡充・Bass佐久間正英・Gr榊原秀樹・Drアトミックバナナ) | 布袋寅泰、松井五郎         | 布袋寅泰  | 佐久間正英                  | 4:06  |
| 5.        | 「BAD FEELING」(LÄ-PPISCH)                                             | 氷室京介・高橋信           | 布袋寅泰  | LÄ-PPISCH                   | 3:59  |
| 6.        | 「CLOUDY HEART」(MOOMIN)                                               | 氷室京介                   | 氷室京介  | 上代学                      | 3:55  |
| 7.        | 「BEAT SWEET」(岩瀬敬吾)                                               | 氷室京介                   | 布袋寅泰  | 岩瀬敬吾・The Surf Coasters | 3:38  |
| 8.        | 「わがままジュリエット」(RYOJI from ケツメイシ)                        | 氷室京介                   | 氷室京介  | Ryoji・YANAGIMAN            | 5:33  |
| 9.        | 「JUSTY」(藤木直人)                                                    | 氷室京介                   | 布袋寅泰  | シライシ紗トリ              | 4:37  |
| 10.       | 「ONLY YOU」(NICOTINE)                                                 | 氷室京介                   | 布袋寅泰  | NICOTINE                    | 4:17  |
| 11.       | 「B・BLUE」(The Spy"C"Dildog)                                          | 氷室京介                   | 布袋寅泰  | The Spy"C"Dildog            | 4:16  |
| 12.       | 「季節が君だけを変える」(朝本浩文 (Ram Jam World) featuring MIO)       | 氷室京介                   | 布袋寅泰  | 朝本浩文                    | 5:40  |
| 合計時間: | 合計時間:                                                              | 合計時間:                  | 合計時間: | 合計時間:                   | 52:06 |

## 参加ミュージシャン
1. PROLOGUE
  - 中西俊博 - ヴァイオリン、シンセサイザー、オール・インストゥルメント（ギター除く）
  - 長尾行泰 - ギター
2. INSTANT LOVE
  - DJ HASEBE - プロデュース、編曲
  - MEG (SWEEP) - ボーカル
3. FUNNY-BOY
  - アン・ルイス - ボーカル
  - フランク・サイムス - プロデュース、マニピュレート
4. DREAMIN'
  - 松岡充 - ボーカル
  - 佐久間正英 - ベース
  - 榊原秀樹 - ギター
  - アトミックバナナ - ドラムス
5. BAD FEELING
  - MAGUMI - ボーカル、トランペット
  - 杉本恭一 - ギター、コーラス
  - tatsu - ベース、コーラス
  - 広川“シュウ”晴基 (STRIPE EFFECT) - ドラムス、コーラス
  - 佐藤ガジロー (UNSCANDAL) - トロンボーン、コーラス
  - スズーキ タカユキ (UNSCANDAL) - トランペット
  - 鳥井 "FUNK" Jr. (UNSCANDAL) - サクソフォーン
6. CLOUDY HEART
  - 上代学 - プログラミング、オール・インストゥルメント
  - I-Watch - ギター・サンプル
  - MOOMIN - バッキング・ボーカル
7. BEAT SWEET
  - 岩瀬敬吾 - ボーカル、ギター
  - 中シゲヲ (from The Surf Coasters) - ギター、コーラス
  - 栗田伸広 (from The Surf Coasters) - ベース、コーラス
  - セキナオタカ (from The Surf Coasters) - ドラムス、コーラス
  - MOZ - キーボード、コーラス
  - The Surf Coasters & MOZ - ハンドクラップス
8. わがままジュリエット
  - 奥田健治 - ギター
  - Mahya - コーラス
9. JUSTY
  - 藤木直人 - エレクトリックギター、ガットギター
  - シライシ紗トリ - オール・アザー・インストゥルメント、トリートメント
10. ONLY YOU
  - HOWIE
  - YASU
  - FULL
  - NAOKI
11. B・BLUE
  - 髙橋曇奈 - ボーカル
  - 佐藤祐也 - ギター
  - 村山淳 - ベース
  - 安藤雄一郎 - ドラムス
12. 季節が君だけを変える
  - 朝本浩文 - プログラミング、編曲
  - 鈴木俊介 - ギター
  - MIO - ボーカル